# Midt-Telemark
Midt-Telemark è un comune norvegese della contea di Telemark.